# Kup Maršala Tita 1971-1972
La Kup Maršala Tita 1971-1972 fu la 25ª edizione della Coppa di Jugoslavia. 2565 squadre parteciparono alle qualificazioni (estate ed autunno 1971), 16 furono quelle che raggiunsero la coppa vera e propria, che si disputò dal 1º marzo al 17 giugno 1972.
Il detentore era la Stella Rossa, che in questa edizione uscì ai quarti di finale.
Il trofeo fu vinto dal Hajduk Spalato, che sconfisse in finale la Dinamo Zagabria. Per gli spalatini fu il secondo titolo in questa competizione.

Il successo diede al Hajduk l'accesso alla Coppa delle Coppe 1972-1973. Dato che l'edizione 1972-73 della coppa jugoslava non venne disputata per un cambio di calendario, alla Coppa delle Coppe 1973-1974 fu ammessa la finalista sconfitta Dinamo.
Lo Željezničar, vincitore del campionato, uscì al primo turno.

## Qualificazioni
```
Queste due partite disputate dal 
Orijent
:
[
5
]

Orijent - Crikvenica                2-0
Rijeka - Orijent                    1-1 
(4-2 
dtr
)
```

```
Queste due delle partite della Coppa di 
Voivodina
 del 
Proleter Zrenjanin
.
[
6
]

Bačka Subotica - Proleter           0-0 (vince il Proleter ai 
rigori
)
Proleter - Dinamo Pančevo           5-0
```

### Sedicesimi di finale
| Squadra 1              | Risultato             | Squadra 2             |                                                                        |
| ---------------------- | --------------------- | --------------------- | ---------------------------------------------------------------------- |
| (1) Hajduk Spalato     | 6 – 1                 | RNK Spalato (2)       | hajduk.hr                                                              |
| (1) Dinamo Zagabria    | 5 – 0                 | Metalac Zagabria (3)  | gnkdinamo.hr Archiviato l'8 settembre 2021 in Internet Archive.        |
| (1) Partizan           | 1 – 1 (dts) (4-6 dtr) | Borac Čačak (2)       | partizanopedia.rs                                                      |
| (2) Novi Sad           | 3 – 2                 | Vojvodina (1)         | fkvojvodina.com                                                        |
| (1) Olimpia Lubiana    | 4 – 1                 | Maribor (1)           | nkmaribor.com                                                          |
| (2) Proleter Zrenjanin | 1 – 0                 | Crvenka (2)           | fsgzrenjanin.com                                                       |
| (1) Stella Rossa       | 2 – 0                 | Dubočica Leskovac (2) | redstarbelgrade.rs Archiviato il 6 settembre 2021 in Internet Archive. |

## Ottavi di finale
| Squadra 1               | Risultato             | Squadra 2              |
| ----------------------- | --------------------- | ---------------------- |
| (2) Borac Čačak         | 4 – 0                 | Hajduk Kula (2)        |
| (2) Borovo              | 1 – 0                 | Proleter Zrenjanin (2) |
| (1) Dinamo Zagabria     | 1 – 0                 | Sarajevo (1)           |
| (1) Hajduk Spalato      | 1 – 0                 | Sloboda Tuzla (1)      |
| (2) Priština            | 1 – 1 (dts) (4-5 dtr) | Radnički Niš (1)       |
| (1) Radnički Kragujevac | 0 – 1                 | Stella Rossa (1)       |
| (2) Rijeka              | 0 – 1                 | Olimpia Lubiana (1)    |
| (1) Sutjeska            | 1 – 2                 | Vardar (1)             |

## Quarti di finale
| Squadra 1           | Risultato   | Squadra 2           |
| ------------------- | ----------- | ------------------- |
| (2) Borovo          | 1 – 2       | Dinamo Zagabria (1) |
| (1) Olimpia Lubiana | 2 – 1 (dts) | Stella Rossa (1)    |
| (1) Radnički Niš    | 2 – 3       | Hajduk Spalato (1)  |
| (1) Vardar          | 2 – 1 (dts) | Borac Čačak (2)     |

## Semifinali
| Squadra 1           | Risultato | Squadra 2          |
| ------------------- | --------- | ------------------ |
| (1) Dinamo Zagabria | 1 – 0     | Vardar (1)         |
| (1) Olimpia Lubiana | 0 – 2     | Hajduk Spalato (1) |

## Finale
| Arbitro: | Marijan Rauš (Varaždin) |

|                        |           |            |
| Jovanić 45’ Šurjak 59’ | Marcatori | 55’ Senzen |

| Hajduk | Dinamo |

|               |  |                   |  |
|               |  |                   |  |
| P             |  | Ante Sirković     |  |
| D             |  | Vilson Džoni      |  |
| D             |  | Dragan Holcer     |  |
| D             |  | Ivan Buljan       |  |
| D             |  | Miroslav Bošković |  |
| C             |  | Ivan Hlevnjak     |  |
| C             |  | Dražen Mužinić    |  |
| C             |  | Ivica Šurjak      |  |
| A             |  | Petar Nadoveza    |  |
| A             |  | Jurica Jerković   |  |
| A             |  | Mićun Jovanić     |  |
| Allenatore:   |  |                   |  |
| Tomislav Ivić |  |                   |  |

|                 |  |                     |          |
|                 |  |                     |          |
| P               |  | Fahrija Dautbegović |          |
| D               |  | Branko Gračanin     |          |
| D               |  | Damir Valec         |          |
| D               |  | Denijal Pirić       |          |
| D               |  | Ivica Miljković     |          |
| C               |  | Josip Gucmirtl      |          |
| C               |  | Josip Lalić         |          |
| C               |  | Slavko Kovačić      |          |
| A               |  | Ivica Senzen        |          |
| A               |  | Zdenko Kafka        | Uscita   |
| A               |  | Dragutin Vabec      |          |
| A disposizione: |  |                     |          |
| A               |  | Fikret Mujkić       | Ingresso |
| Allenatore:     |  |                     |          |
| Dražan Jerković |  |                     |          |